# Nematothallus
Nematothallus ist eine Gruppe rätselhafter Fossilien aus dem Silur und Devon, die möglicherweise eine frühe Form von Landpflanzen darstellen.
Die Fossilien sind flach, Thallus- oder Blatt-ähnlich, und haben einen Durchmesser von wenigen Zentimetern. Sie bestehen aus einem Geflecht von Röhren, oft aus zwei unterschiedlichen Größenklassen von Röhren. Sie sind von einer Cuticula mit einem pseudozellulären Muster bedeckt. Solche Cuticulae sind vom Ordovizium bis zum Unterdevon bekannt. An ihrer Innenseite haben die Cuticulae Muster, die bei Gefäßpflanzen als die Umrisse der Epidermiszellen interpretiert werden würden. Zwischen den Röhren und in der Cuticula sind Sporen verschiedener Größe verstreut. Die Zusammengehörigkeit der Röhren, Cuticulae und Sporen zum selben Organismus ist nach wie vor nicht klar. Manche der Cuticulae besitzen Perforationen von bis zu 100 Mikrometer. Die Perforationen ähneln denen moderner Lebermoose und könnten wie diese dem Gasaustausch gedient haben. Andere Interpretationen für die Perforationen sind Orte der Gameten-Freisetzung oder Wundreaktionen.
Eine Interpretation von Nematothallus sieht sie als Blatt-ähnliche Strukturen von Prototaxites-ähnlichen Achsen. Es gibt aber keine organisch zusammenhängenden derartigen Funde.

## Belege
- Thomas N. Taylor, Edith L. Taylor, Michael Krings: Paleobotany. The Biology and Evolution of Fossil Plants. Second Edition, Academic Press 2009, ISBN 978-0-12-373972-8, S. 183.